# Parnassia foliosa
Parnassia foliosa là một loài thực vật có hoa trong họ Dây gối. Loài này được Hook. f. & Thomson mô tả khoa học đầu tiên năm 1858.

## Hình ảnh

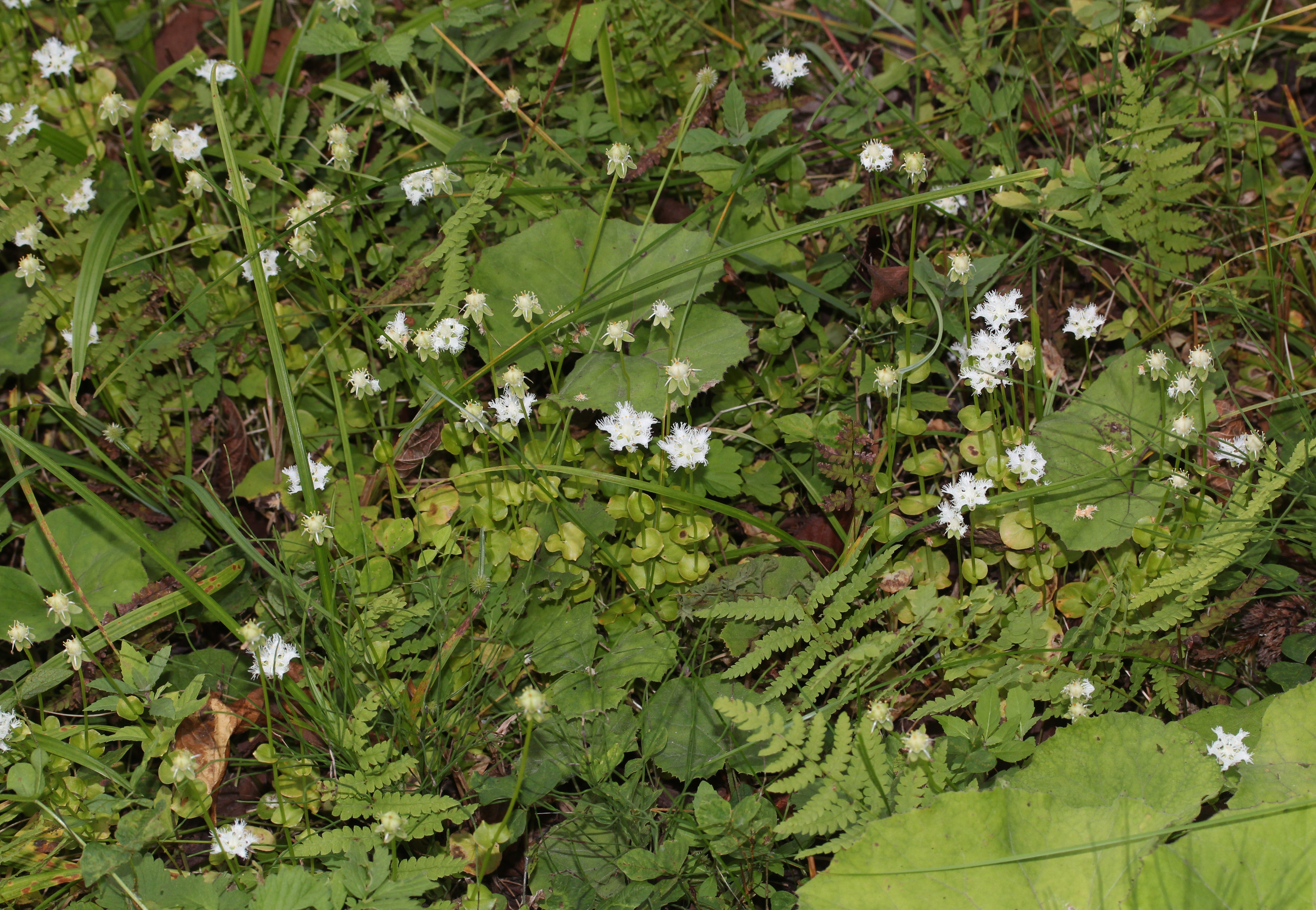
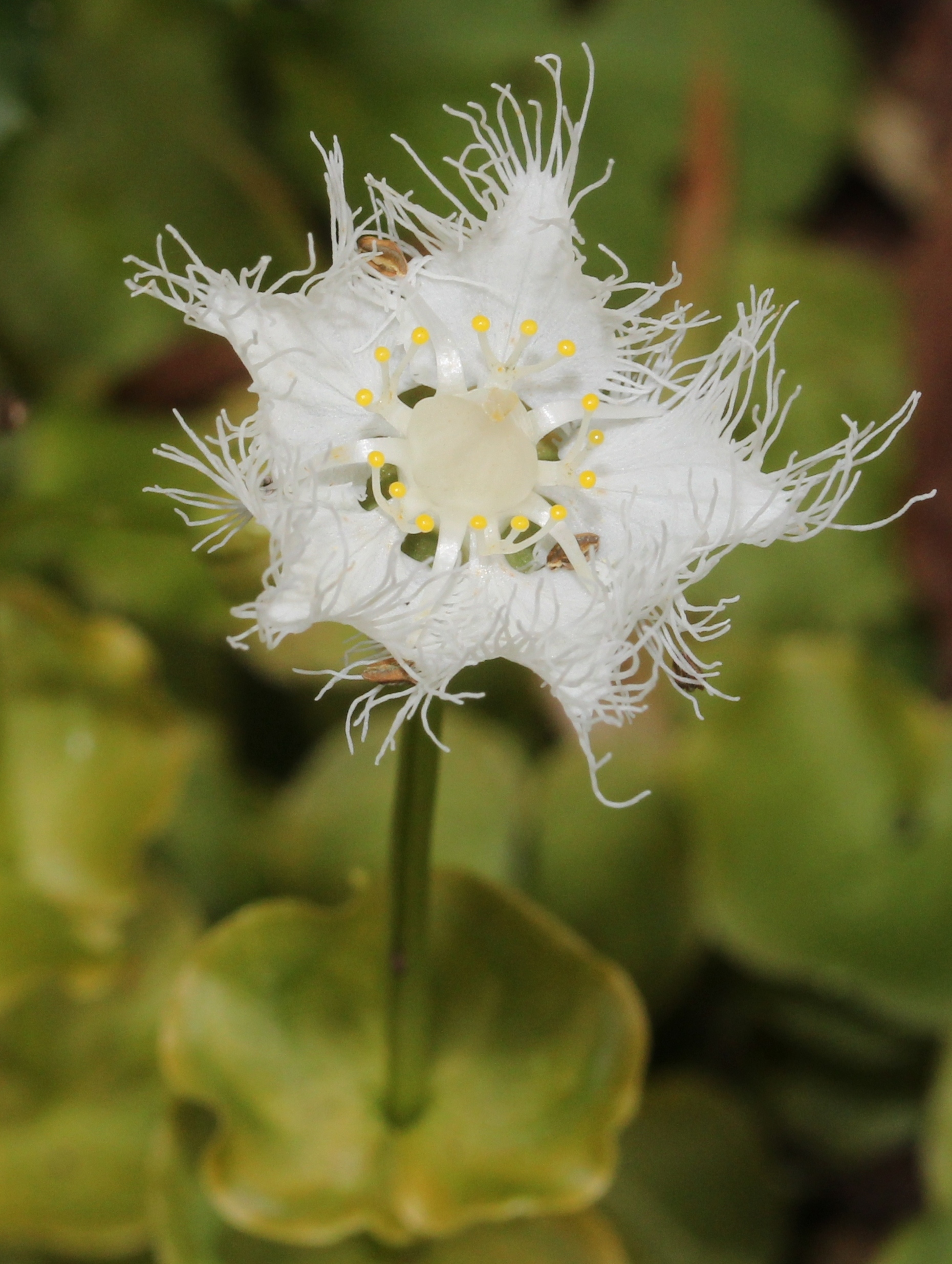
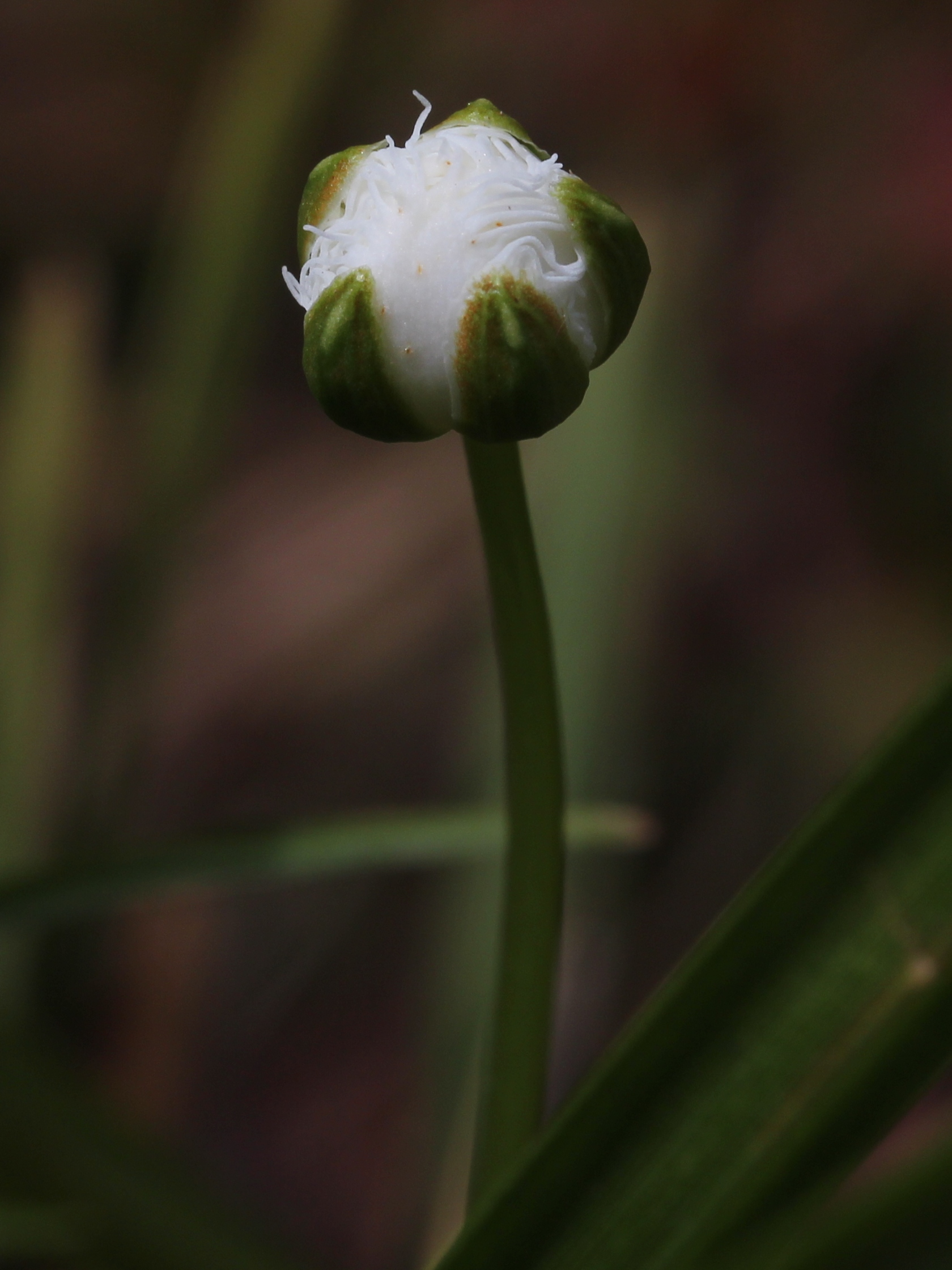
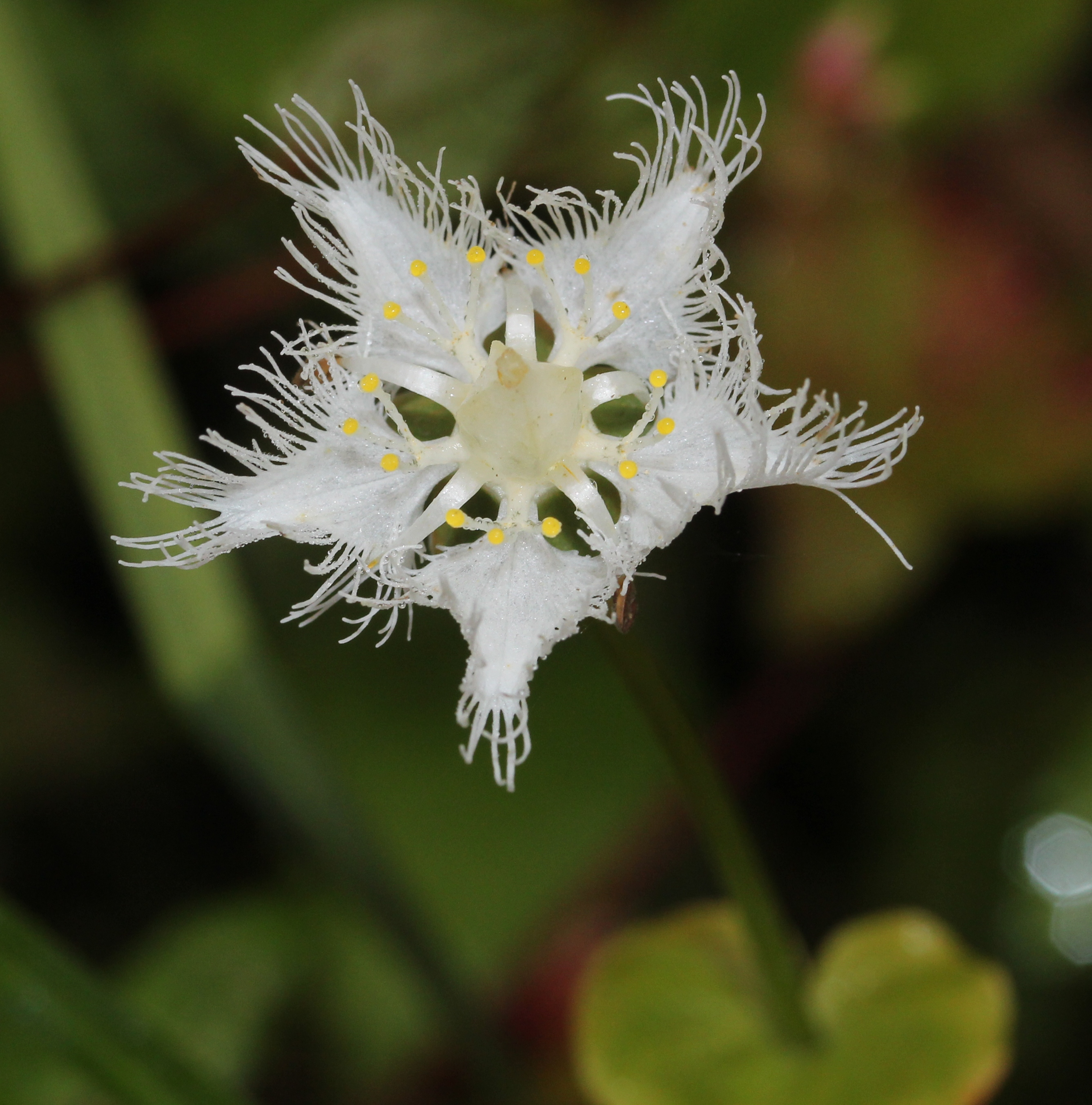